# Тяполово
Тяполово — деревня в Духовщинском районе Смоленской области России. Входит в состав Береснёвского сельского поселения. Население — 67 жителей (2007 год). 
Расположена в северной части области в 17 км к северо-западу от Духовщины, в 3,5 км западнее автодороги Р136 Смоленск — Нелидово, на берегу реки Крутица. В 40 км юго-восточнее деревни расположена железнодорожная станция Присельская на линии Москва — Минск. 

## История
В 1815 г. на деньги подпоручика В. Е. Кубаровского была воздвигнута Церковь Успения Пресвятой Богородицы. Построена из кирпича в стиле классицизма.
В годы Великой Отечественной войны деревня была оккупирована гитлеровскими войсками в июле 1941 года, освобождена в сентябре 1943 года.